# Princes Town (Region)
Princes Town ist eine Region und Verwaltungseinheit auf Trinidad in Trinidad und Tobago.

## Geographie
Princes Town liegt im Süden Trinidads. Die Region grenzt im Norden an Couva-Tabaquite-Talparo, im Osten an Mayaro-Rio Claro, im Westen an Penal-Debe und im Nordwesten an San Fernando. Die südliche Grenze bildet die Boca del Serpiente, eine Meerenge zwischen dem Atlantischen Ozean und dem Golf von Paria, hinter der sich in etwa 30 km Entfernung die venezolanische Nordküste erstreckt. Hauptstadt und Verwaltungssitz der Region ist die namensgebende Stadt Princes Town.
Die Region weist unterschiedliche geographische Profile auf. Die östliche Hälfte ist dicht bewaldet und wenig erschlossen. Entlang der Küste im Süden verläuft die Southern Range, ein niedriges Mittelgebirge, dem der zur generell steilen und zerklüfteten Küste hin entwässernde Moruga River entspringt. Der Westen und insbesondere der Nordwesten der Region werden intensiv für die Landwirtschaft benutzt, im Nordwesten befindet sich außerdem das dichtbesiedelte Areal rund um die Hauptstadt.
Bedeutende Städte und Orte in Princes Town sind:
- Princes Town
- Moruga
- Gasparillo
- St. Madeline
- Basse Terre

## Wirtschaft und Infrastruktur
Bis 2003 war Landwirtschaft der vorherrschende Wirtschaftssektor im Gebiet der heutigen Region Princes Town. In den Jahren vor 2003 wurde der Agrarsektor von der Firma Caroni (1975) Limited, einem staatlichen Konglomerat mit Schwerpunkt auf Zuckererzeugung und -verarbeitung, dominiert. 2003 wurde der Konzern von der damaligen trinidadischen Regierung liquidiert. Der Dienstleistungssektor hat die Landwirtschaft seitdem an Bedeutung überholt. Der Tourismus spielt mit einigen Stränden an der Küste und wenigen touristischen Attraktionen wie dem Schlammvulkan Devil's Woordyard eine untergeordnete Rolle.
Wichtigster Verkehrsweg ist der Sir Solomon Hochoy Highway, der die Region ganz im Westen durchquert und die wichtigste Nord-Süd-Trasse Zentraltrinidads darstellt. Kleine Landstraßen erschließen vom urbanen Nordwesten ausgehend den Süden und Osten der Region.

## Geschichte
Bis 1990 war Trinidad in Counties unterteilt. Im Rahmen einer Verwaltungsreform (Municipal Corporations Act No. 21) wurden 1990 sämtliche Counties aufgelöst und neue Verwaltungseinheiten geschaffen. Aus Teilen des Countys Victoria wurde Princes Town.